# Olší (district de Jihlava)
Pour les articles homonymes, voir Olší.
Olší (en allemand : Wolschi) est une commune du district de Jihlava, dans la région de Vysočina, en République tchèque. Sa population s'élevait à 77 habitants en 2024.

## Géographie
Olší se trouve à 7 km au sud-ouest de Telč, à 38 km à l'ouest-sud-ouest de Třebíč, à 32 km au sud-sud-ouest de Jihlava et à 123 km au sud-est de Prague.

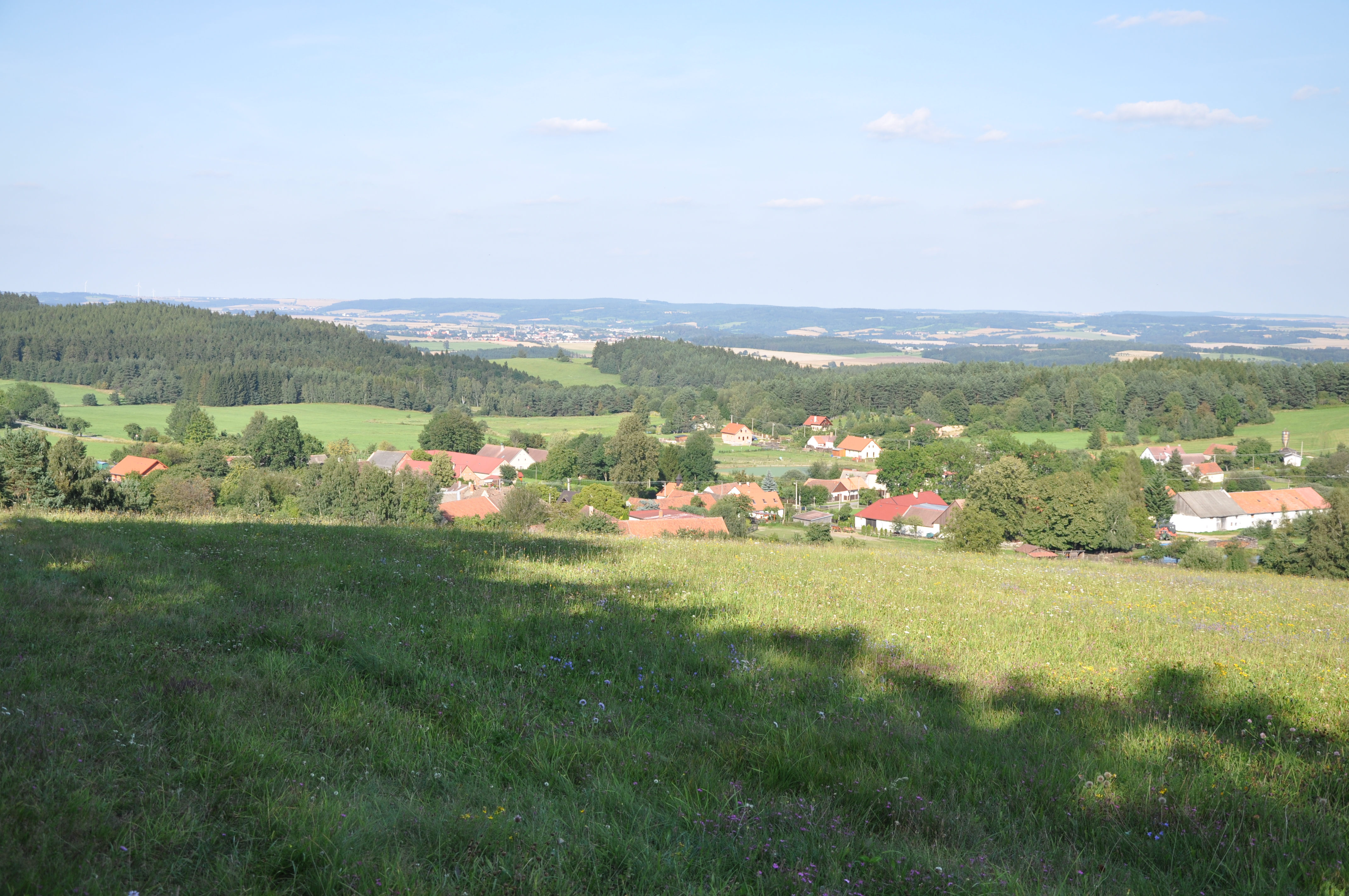
Olší : vue générale.

La commune est limitée par Mrákotín au nord-ouest et au nord, par Borovná à l'est, par Mysletice au sud, et par Volfířov au sud-ouest.

## Histoire
La première mention écrite du village date de 1529.

## Transports
Par la route, Olší se trouve à 9,5 km de Telč, à 38,5 km de Jihlava et à 156 km de Prague.